# Phyllonycteris major
Phyllonycteris major là một loài động vật có vú trong họ Dơi mũi lá, bộ Dơi. Loài này được Anthony mô tả năm 1917.